# Hendrik VII Rumpold
Hendrik VII Rumpold bijgenaamd de Middelste (circa 1350 - Bunzlau, 24 december 1395) was van 1369 tot 1378 hertog van Sagan en van 1369 tot 1395 hertog over de helft van Glogau, Steinau en Beuthen an der Oder. Hij behoorde tot de Silezische tak van het huis Piasten.

## Levensloop
Hendrik VII was de tweede zoon van hertog Hendrik V de IJzeren van Sagan en diens echtgenote Anna, dochter van hertog Wenceslaus van Płock.
Na de dood van zijn vader in 1369 erfde hij samen met zijn oudere broer Hendrik VI de Oude en zijn jongere broer Hendrik VIII de Huismus de hertogdommen Sagan en Glogau. In 1378 werden hun gezamenlijke domeinen in drie verdeeld: Hendrik VII kreeg daarbij het oostelijke deel met de steden Glogau, Guhrau, Steinau en Beuthen an der Oder. Tijdens zijn regering had Hendrik VII nauwe contacten met hertog Koenraad II van Oels, die hem zowel financieel als militair ondersteunde.
In 1383 maakte Hendrik VII van de interne instabiliteit van het koninkrijk Polen gebruik door samen met zijn broers een poging te doen om de stad Fraustadt te heroveren. De onsuccesvolle belegering leidde echter tot een vergeldingsexpeditie tegen het hertogdom Glogau. In 1391 deed Hendrik VII een tweede poging om Fraustadt te heroveren, maar zonder veel succes.
Al vanaf zijn vroege jeugd had Hendrik VII gezondheidsproblemen. Hij leed aan obesitas en dit veroorzaakte een ernstige ziekte in zijn benen met als symptomen open wonden die constant bloedden. De vooruitgang van het ziekteproces was zo verschrikkelijk dat Hendrik tegen het einde van zijn leven in draagstoelen verplaatst moest worden. Door de complicaties van zijn ziekte stierf hij in 1395 onverwacht, waarna hij werd bijgezet in de Augustijnenkerk van Sagan. 
Ondanks zijn gezondheidsproblemen werd Hendrik beschouwd als een goed heerser. Onder zijn regering kende het hertogdom Glogau een enorme economische ontwikkeling. Omdat hij ongehuwd en kinderloos kwam te sterven, ging zijn bezittingen naar zijn enige nog levende broer Hendrik VIII de Huismus.